# Étude probabiliste de sûreté
Pour les articles homonymes, voir EPS.
Les Études probabilistes de sûreté (EPS) (en anglais : Probabilistic Safety Assessment ou PSA) sont des méthodes d’évaluation des risques fondée sur une investigation systématique des scénarios accidentels. Elles se composent d’un ensemble d’analyses techniques permettant d’apprécier les risques liés à un système industriel complexe sur le plan de la fréquence des événements redoutés et de leurs conséquences.
Les EPS sont utilisées dans le domaine du nucléaire. La plupart des autres industries (aéronautique, chimique, automobile, construction, transport, finance ...) utilisent des méthodes similaires, mais sous d'autres appellations (étude probabiliste de sécurité, évaluation probabiliste des risques, ...). En effet, en dehors du secteur du nucléaire, la sûreté se réfère aux actes de malveillance tandis que la sécurité se réfère aux évènements accidentels.
Cette méthode a été utilisée pour vérifier la sûreté des centrales nucléaires, qui repose sur une conception déterministe (Défense en profondeur). Ensuite son utilisation a été étendue à la conception de nouvelles centrales. 
On distingue trois types d'EPS, selon les conséquences étudiées :
- EPS de niveau 1 : elle permet d'identifier les séquences menant à la fusion du cœur et
quantifie leurs fréquences,
- EPS de niveau 2 : permet d’évaluer la nature, l’importance et les fréquences des
rejets hors de l’enceinte de confinement,
- EPS de niveau 3 : permet d’évaluer les fréquences calculées de conséquences
exprimées en termes dosimétriques ou en termes de contamination (voire en termes de
fréquences de cancers ou d’autres effets sur la santé).